# 5-MeO-DiPT

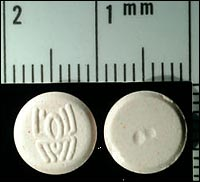
5-MeO-DiPT tablets from Salem, Oregon

5-MeO-DiPT，化学名5-甲氧基-N,N-二异丙基色胺，是一种迷幻色胺，为二异丙基色胺的甲氧基衍生物。它有火狐狸（foxy）、黑猫、烟斗等别称，也是“0号胶囊”的主要成分。